# Агафоново (Ярославська область)
Агафоново — село у складі Даниловського сільського поселення Даниловського району Ярославської області Росія. Знаходиться за 33 км від Данилова за 3 км від автомобільної дороги Череповець-Данилов на річці Ушлонка.
Єдина вулиця села — Заводська. Населення на 1 січня 2007 року — 1 особа.